# Galilé

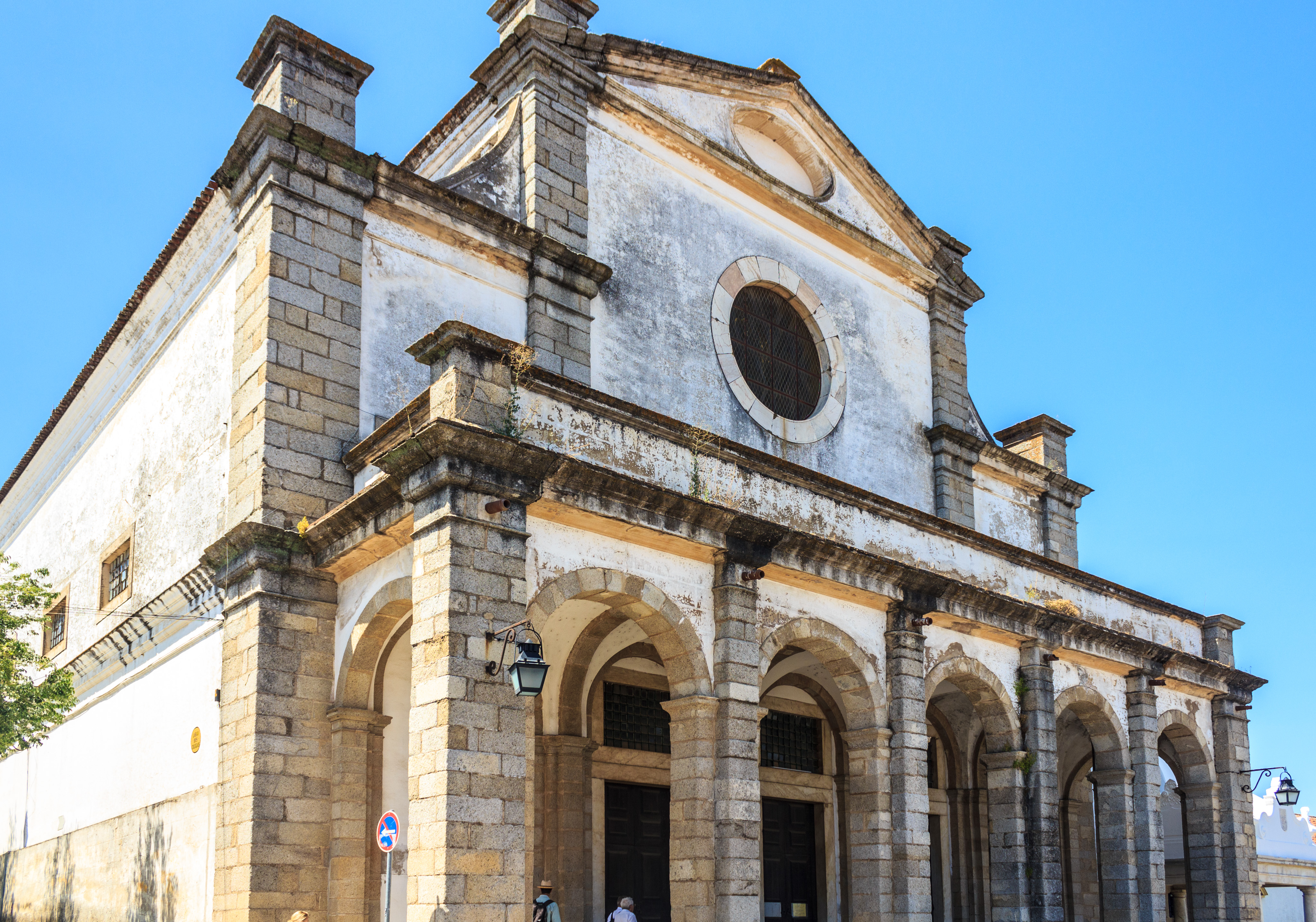
Igreja do Espírito Santo de Évora, com uma galilé à entrada, dotada de pilares, arcos e uma cobertura adossada à igreja.

Galilé é uma construção arquitectónica alpendrada ou em galeria, situada normalmente à entrada de um templo. Consiste num recinto coberto, geralmente assente em pilares ou colunas e habitualmente adossado ao corpo do templo.
A galilé, portanto, situa-se no exterior do edifício e é constituída por telhado ou cobertura, que protege a entrada da Igreja. Por vezes é decorada com arcos, estátuas, trabalhos em ferro, etc.
A galilé afigurava-se como uma entrada alternativa e lateral à entrada principal das igrejas, assumindo-se historicamente, em Portugal, como um espaço destinado à celebração de assembleias de fiéis e, nalguns conventos, à sepultação de membros da nobreza local.

## Etimologia
O substantivo «galilé» provém do francês medieval galilée, usado para aludir aos pórticos vestibulares e ao nártex das igrejas, por remissão à região da Galileia.

## História
Apesar de se tratar de um elemento recorrente já na arquitetura cristã primitiva, a presença das galilés intensificou-se, na arquitectura cristã, na sequência do Concílio de Trento, por virtude da adaptação das deliberações, que tinham sido tomadas nesse fórum, a respeito da construção de edificações eclesiásticas por São Carlos Borromeu em 1577,  publicadas sob o título Instructiones fabricae et supellectilis ecclesiasticae.
Nesta compilação de normas, o então arcebispo de Milão destacou a importância de dotar as igrejas de um átrio e que, na eventualidade de tal não ser possível, mercê das limitações físicas do terreno ou da escassez de recursos, recomendou, então, que no mínimo se construísse um pequeno vestíbulo, com duas colunas, que resguardasse a portada do edifício religioso. Será este vestíbulo que se vai transformar na galilé.

### Exemplos

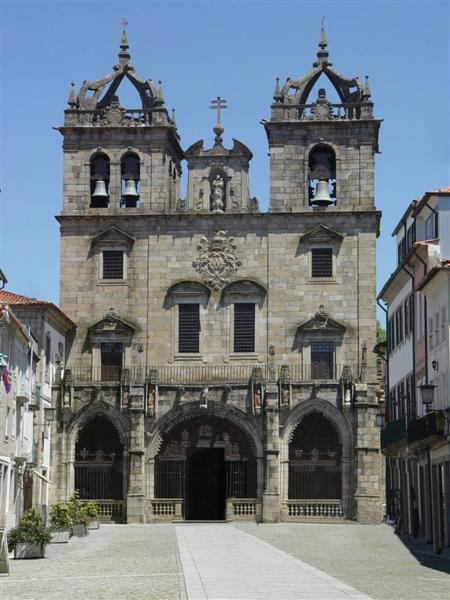
Sé de Braga, com galilé dotada de arcos.

Exemplos de igrejas em Portugal que apresentam galilés:
- Sé de Braga
- Sé do Porto
- Convento dos Capuchos (Caparica), nas proximidades de Lisboa
- Basílica de Mafra[11]
- Igreja de Nossa Senhora da Guia, em Ponte de Lima[12]
- Igreja de Chelas[13]
- Igreja do Espírito Santo em Évora
- Igreja de São Mamede, em Évora[14]

## Funções

### Separação dos fiéis
Originalmente, a galilé funcionava como um espaço de intermediação entre o recinto sagrado — o templo cristão propriamente dito, cujo ponto central, assente no altar, se encontrava orientado para Jerusalém, a leste — e o ambiente externo — configurado pelo mundo exterior e profano, voltado para oeste.
Com efeito, o espaço da galilé servia primitivamente para reter os penitentes, que não podiam ter acesso ao recinto sagrado por estarem em pecado, e os catecúmenos, que ainda não se encontravam qualificados o suficiente para aceder à igreja, por não ainda serem baptizados.

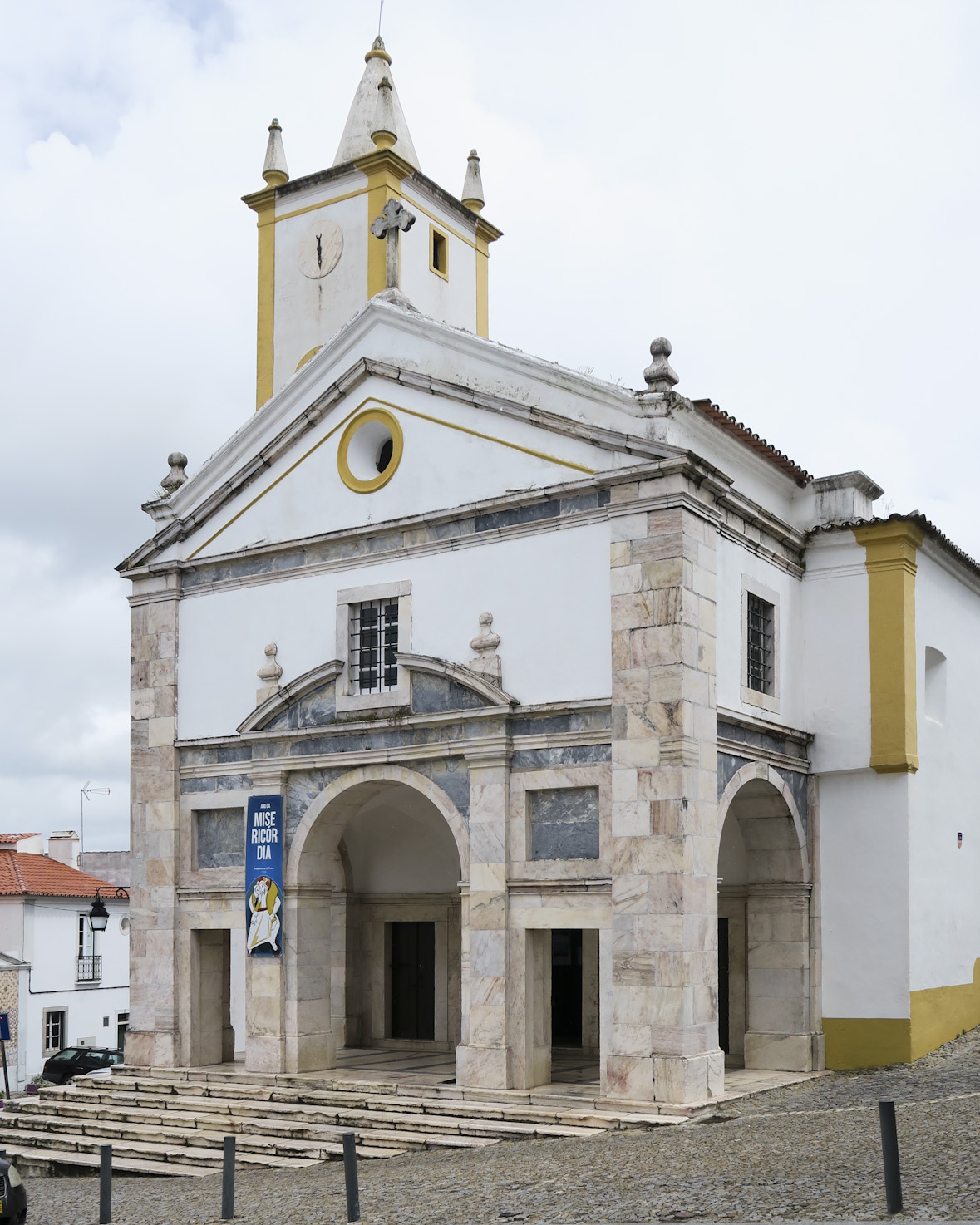
Igreja de São Mamede, em Évora. Sob a arcaria da galilé, foram encenadas peças de teatro de teor religioso, durante o séc. XVI.

Este cariz segragacionista era reforçado pelo próprio recurso ao termo «galilé», para designar o espaço em apreço, por alusão às menções que no Evangelho de São Mateus se fazem à Galileia como uma região habitada por pagãos. Desse modo, o baptismo e a comunhão revestiam-se de reforçada importância simbólica, porquanto se afiguravam como os salvo-condutos necessários para se poder entrar no espaço sagrado, do interior da igreja, e participar mais directamente nas cerimónias litúrgicas.
Este tipo de separação de fiéis, já marcava presença nas construções das igrejas cristãs primordiais, que se socorriam de átrios e do nártex para criar esse espaço de intermediação ou separação. Com efeito, a primitiva basílica de S. Pedro, em Roma, construída sob ordem do imperador Constantino no séc. IV e demolida em 1450, e a igreja românica de Santo Ambrósio, em Milão, assumem-se como relevantes exemplares disso mesmo.

### Sepultura dos mortos
A galilé também funcionou como local de sepultura, especialmente durante o período bizantino, quando ritos funerários também eram realizados nesse recinto. Posteriormente, as galilés dos mosteiros passaram a devotar este espaço apenas à sepultura de nobres, em vez de se relegar à plebe, como acontecera durante o período bizantino.

### Espaço de realização de festividades e assembleias de fiéis
No contexto quinhentista e seiscentista português, a galilé também passou a conhecer uma terceira função, designadamente o acolhimento de festivais religiosos e assembleias de fiéis. Há registos datados de 1564, onde se faz menção de uma procissão organizada pela Irmandade do Santíssimo Sacramento na cidade de Évora, que rematou na encenação teatral de uma cena religiosa - o assassinato de Abel por Caim - na galilé da Igreja de S. Mamede.